# Pikòn

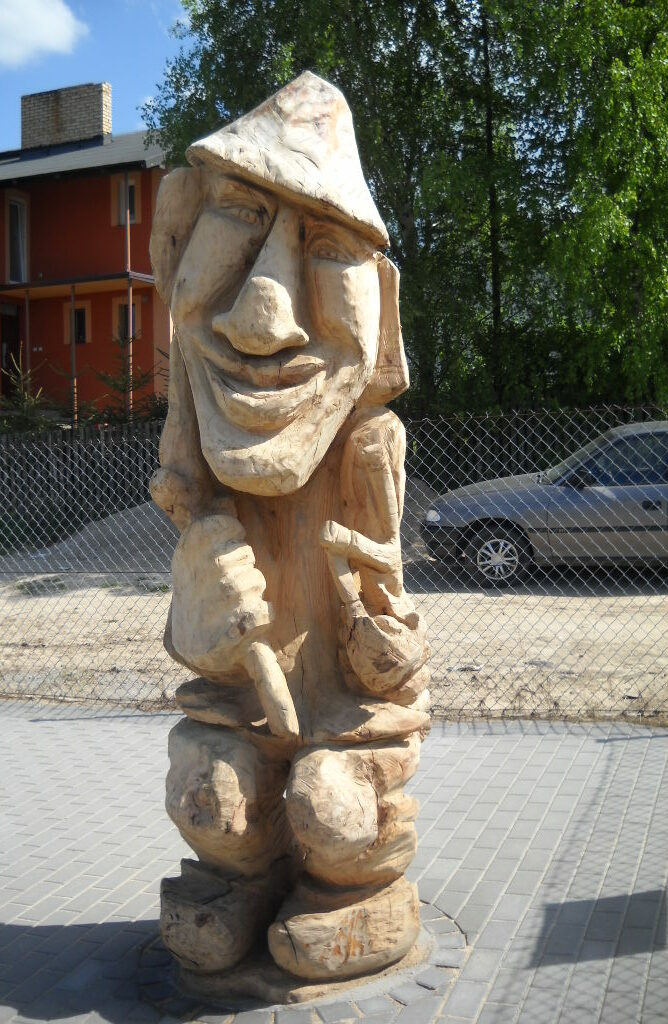
Pikòn, rzeźba wykonana przez artystę ludowego Jana Redźko

Pikòn – kaszubski złośliwy duch, sprawca kołtunów i niedołęstwa, zwykle przywoływany lub odsyłany przez czarownice.
Drewniana figura przedstawiająca Pikòna, jako jedna z 13 figur szlaku turystycznego „Poczuj kaszubskiego ducha" współfinansowanego ze środków unijnych i wykonana przez Jana Redźko na podstawie opracowania "Bogowie i duchy naszych przodków. Przyczynek do kaszubskiej mitologii" Aleksandra Labudy, znajduje się w miejscowości Lewino.